# Cheloneae
Cheloneae je maleni tribus iz porodice trpučevki (Plantaginaceae smješten u potporodicu Chelonoideae). Ime je dobio po tipičnom rodu Chelone iz Sjeverne Amerike i Meksika.
Rezultati istraživanja ukazuju da Sjevernoamerički Cheloneae možda potječu iz regije Klamath na zapadu Sjedinjenih Država s ekspanzijom na područje Rocky Mountains/Columbia Plateau praćeno diverzifikacijom nekoliko rodova.

## Rodovi
1. Chelone L. (4 spp.); čelone
2. Nothochelone (A.Gray) Straw (1 sp.)
3. Chionophila Benth. (2 spp.)
4. Keckiella Straw (7 spp.)
5. Pennellianthus Crosswh. & Kawano (1 sp.)
6. Penstemon Schmidel (284 spp.); hr., penstemon
7. Uroskinnera Lindl. (4 spp.)
8. Collinsia Nutt. (21 spp.)
9. Tonella Nutt. ex A.Gray (2 spp.)